# Grignolino
Le grignolino est un cépage italien de raisins noirs.

## Origine et répartition géographique
Il provient du nord de l'Italie.
Il est classé cépage d'appoint en DOC Grignolino del Monferrato Casalese et Grignolino d'Asti. 
Il est classé recommandé dans la région Piémont dans les provinces de  Alexandrie,  Asti  et Cuneo. En 1998, il couvrait 1.355 ha. On en trouve aussi des petites plantations en Californie.

## Caractères ampélographiques
- Extrémité du jeune rameau cotonneux blanc à liseré rosé.
- Jeunes feuilles duveteuses à plages bronzées.
- Feuilles adultes, à 3 lobes (rarement 5 lobes) avec des sinus supérieurs profonds, un sinus pétiolaire en U, des dents grandes, anguleuses et étroites, un limbe nettement aranéeux donnant un aspect grisâtre.

## Aptitudes culturales
La maturité est de deuxième époque tardive : 20 - 25 jours après le chasselas.

## Potentiel technologique
Les grappes et les baies sont de taille moyenne. La grappe est cylindro-conique, souvent ailée. Le cépage est de bonne vigueur mais d'une bonne production irrégulière. Il est sensible à l'oïdium mais moins attaqué par le mildiou.
Il donne des vins sec d'un rouge rubis peu prononcée, délicatement parfumé et légèrement tannique. Il est vinifié souvent en assemblage avec le freisa ou le Pinot noir.

## Synonymes
Le grignolino est connu sous les noms de arlandino, balestra, barbesino, barbesinone, barbezina, barbisone d´Espagna, barbosina de Bologne, balestra, girodino, grignolino Pisano, neretto di Marengo, nebbiolo Rosato, pollasecca, rosetta, rossetto et verbesino.